# Théorème de différentiation de Fubini
Ne doit pas être confondu avec Théorème de Fubini.
En mathématiques, le théorème de différentiation de Fubini est un résultat d'analyse réelle, attribué à Guido Fubini, selon lequel toute série de fonctions croissantes qui converge est presque partout dérivable terme à terme.

## Énoncé
Si, pour tout entier naturel n,
est une fonction croissante et si
alors, pour presque tout x ∈ [a, b],

## Démonstration
On utilise ici que toute fonction monotone est dérivable presque partout.
On, se ramène sans peine au cas où toutes les fn sont positives (en retranchant à chacune sa valeur en a) et où
(en regroupant des termes consécutifs de la série).
La somme g des fonctions croissantes gn définies par
est alors finie (positive et majorée par 2) et l'on a, presque partout :

## Cas d'une fonction de saut
Le cas particulier suivant n'utilise pas le théorème de dérivabilité presque partout des fonctions monotones et peut, au contraire, servir de lemme pour ce théorème,. Il s'agit du cas où f est une « fonction de saut », c'est-à-dire où chaque fn est de la forme :
- {\displaystyle f_{n}(x)=0} si {\displaystyle x<a_{n},}
- {\displaystyle f_{n}(x)=b_{n}} si {\displaystyle x>a_{n}} et
- {\displaystyle 0\leq f_{n}(a_{n})\leq b_{n}.}

Avec les notations de la section précédente, on déduit en effet directement de l'inégalité maximale de Hardy-Littlewood que
où D désigne la dérivée supérieure de Dini (bilatérale).
Or, presque partout,
Par conséquent,